# Porsche-Diesel P 133

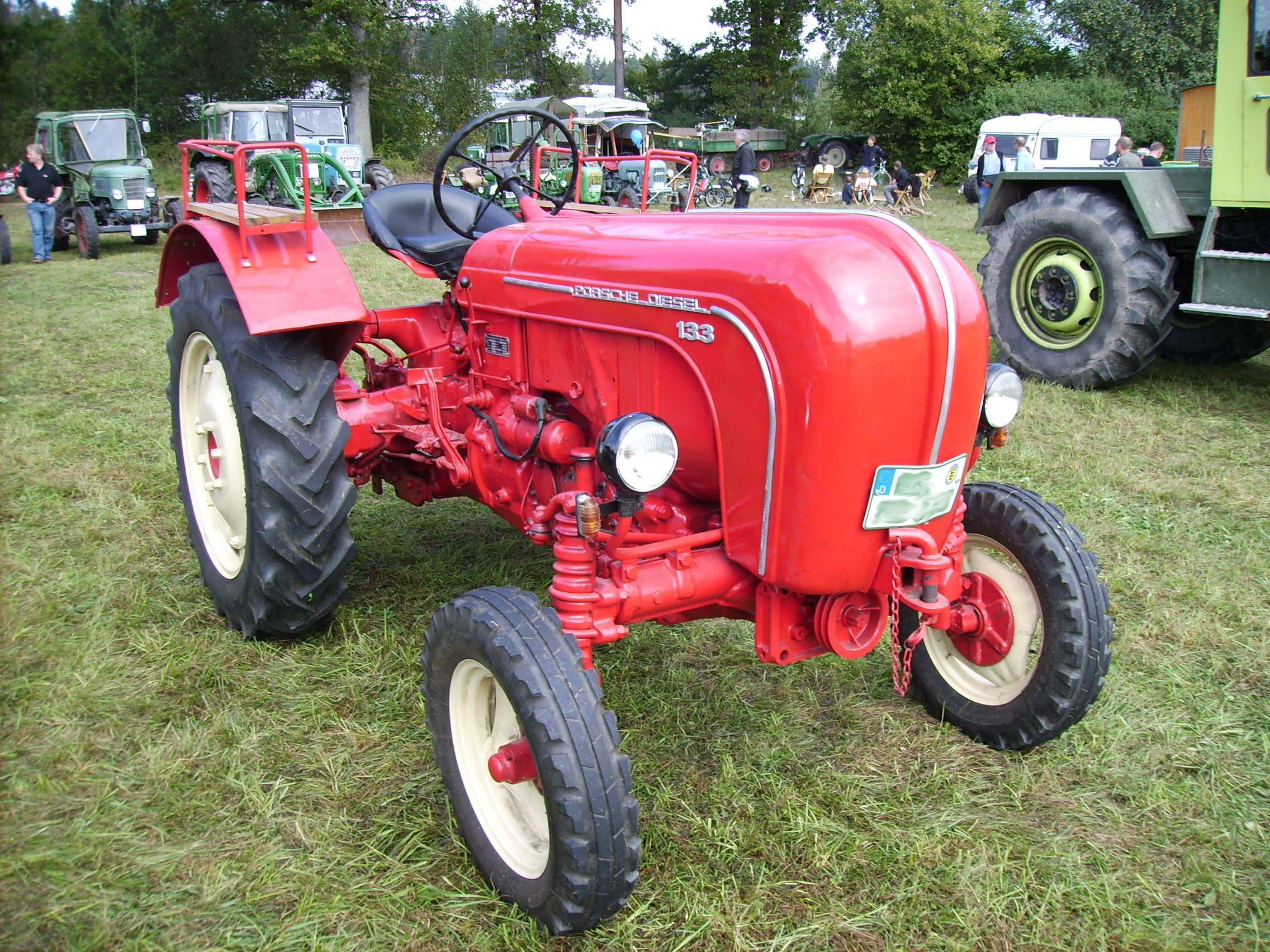
Porsche-Diesel P 133

Der Porsche-Diesel P 133 ist ein Traktor der Porsche-Diesel Motorenbau GmbH, die ihren Sitz in Friedrichshafen am Bodensee hatte und die Traktorenfertigung der Allgaier Werke von 1956 bis 1957 übernahm, wobei etwa 2.000 Exemplare des Traktorenmodells produziert wurden. Der Porsche-Diesel P 133 war das Vorgängermodell des Porsche-Diesel Super 308.
Bereits vor der Übernahme von Allgaier war Porsche als Motorenentwickler tätig und entwickelte für alle Motoren ein Baukastensystem. So hatte jeder Zylinder einen Hub von 116 mm, einen Hubraum von ca. 822 cm³ und eine Bohrung von 95 mm. Bei 2000 Umdrehungen pro Minute standen pro Zylinder 8 kW (11 PS) zur Verfügung. Durch das Baukastensystem konnte man sicherstellen, das Kolben, Pleuel und Ringe gleich gehalten werden und Ersatzteile stets zur Verfügung standen. Der Porsche-Diesel P 133 verfügte über einen stehend luftgekühlten 3-Zylinder-Dieselmotor mit Einspritzung über eine Wirbelkammer, der keilriemenlos konzipiert war. Das eingebaute Einspritzsystem stammte von Bosch und die Steuerung des Porsche-Diesel-Schleppers wurde durch eine zahnradgetriebene und unten liegende Nockenwelle geregelt. Der Porsche-Diesel P 133 besaß eine Hubraumgröße von 2467 cm³, wodurch der Motor eine Leistung von 24 kW (33 PS) und ein Drehmoment von 119 Nm hatte. Die angesaugten Luft wurde dabei über den standardmäßig eingebauten Ölbadluftfilter gereinigt. Darüber hinaus war im Porsche-Diesel-Traktor eine hydraulische Voith-Strömungskupplung oder eine Einscheibentrockenkupplung der Firma Fichtel & Sachs verbaut. Das ZF- oder Getrag-Zahnrad-Wechsel-Getriebe mit manueller Schaltung bot insgesamt fünf Vorwärtsgänge und einen Rückwärtsgang. Auf Wunsch konnte im Porsche-Diesel P 133 außerdem ein Kriechgang verbaut werden.
Standardmäßig verfügte der Porsche-Diesel-Schlepper über drei Zapfwellen. Eine Frontzapfwelle mit 1000/min und eine Weg- und eine Getriebezapfwelle mit Normalprofil hinten. Die Zapfwellen konnten einen Baas-Frontlader oder ein Mähwerk antreiben, welche die Kunden zusätzlich bestellen konnten. Die fußbetätigte Innenbackenbremse wirkte auf die Hinterräder. Eine feststellbare und unabhängige Handbremse, die als Außenbremse auf das Getriebe wirkte, war außerdem im Porsche-Diesel-Schlepper eingebaut. Das Gesamtgewicht des Schleppers betrug 2.650 kg bei einer hinteren Achslast von 1850 kg, einer vorderen Achslast von 800 kg und einem Leergewicht von 1.700 kg. Im höchsten Gang betrug die Höchstgeschwindigkeit des Traktors vorwärts 20 km/h und rückwärts 2,6 km/h. Während die Vorderachse als einzelradgefederte Pendelachse ausziehbar und in der Höhe verstellbar war, wurde die Hinterachse in starrer Portalbauweise verbaut. Zur Sonderausstattung des Porsche P 133 gehörte eine Uhr, Tachometer, Verdeck, Rückscheinwerfer und ein Betriebsstundenzähler. Außerdem konnten zusätzlich ein zweiter Kotflügelsitz auf der rechten Seite sowie aufsteckbare Riemenscheiben für hinten und vorne bestellt werden. Optional konnte außerdem der Radstand um 14 cm verlängert werden.